# Robert Sithole
Robert Sithole (1945 – 7 de junho de 2006) foi um músico sul-africano conhecido por sua habilidade na flauta doce pennywhistle e por ser um dos principais representantes do gênero musical kwela.

## Início de vida
Robert nasceu e cresceu no bairro de District Six, na Cidade do Cabo, uma região vibrante e multicultural que foi removida pelas autoridades do apartheid. Após a remoção forçada, ele foi realocado para Rylands.

## Carreira musical
Sithole se destacou como tocador de pennywhistle, misturando os estilos kwela e mbaqanga. Tocou com grupos como os Kwela Kids e os Beaters, liderado por Sipho “Hotstix” Mabuse.
Na década de 1990, apresentou-se internacionalmente, incluindo um evento comemorativo no Reino Unido pelos 150 anos da flauta pennywhistle da marca Clarke.

## Vida pessoal e dificuldades
Apesar do talento, Sithole enfrentou dificuldades econômicas e tocou como artista de rua na Cidade do Cabo. Trabalhou também como músico residente no District Six Museum, oferecendo oficinas e apresentações.

## Morte
Em 2005, sofreu um acidente vascular cerebral que levou à amputação de uma perna. Tentativas de salvar a outra não tiveram sucesso, e ele faleceu em 7 de junho de 2006, no hospital Eerste River.

## Legado
Robert Sithole é lembrado como um dos maiores nomes da música de pennywhistle na África do Sul. Sua música e sua imagem foram homenageadas na pintura *Penny Whistlers* de Vladi